# Brian McGuinness
Brian McGuinness (* 22. Oktober 1927 in Wrexham, Wales als Bernard Francis McGuinness; † 23. Dezember 2019 in Florenz) war ein britischer Philosoph. Seine Arbeiten und Veröffentlichungen gelten vorwiegend dem Leben und Werk des Philosophen Ludwig Wittgenstein und dem Wiener Kreis.

## Leben
McGuinness besuchte 1938–1945 das Mount St Mary’s College bei Sheffield und studierte von 1945 bis 1953 am Balliol College der University of Oxford. Dort war er Student des Balliol College.
McGuinness war ein Schüler von R. M. Hare. Er war von 1953 bis 1988 Fellow und Tutor am Queen’s College der Universität Oxford. 1988 bis 1990 war er „Fellow-in-Residence“ am Netherlands Institute for Advanced Study (NIAS) in Wassenaar. Ab 1990 war er Professor an der Universität Siena (Italien), 1990–1993 war er Direktor des Instituts für Philosophie und Sozialwissenschaften (Dipartimento di Filosofia e Scienze Sociali). Die Universität Innsbruck verlieh ihm 2017 die Ehrendoktorwürde.

## Schriften
(Auswahl)
- Wittgenstein. A Life. Young Ludwig, 1889–1921. University of California Press, Berkeley 1988, ISBN 0-520-06451-8 (deutsch als: Wittgensteins frühe Jahre. Suhrkamp, Frankfurt am Main 1992, ISBN 3-518-28614-5)
- mit Guido Fronga: Wittgenstein: A Bibliographical Guide. Blackwell, Oxford 1990, ISBN 0-631-13765-3.
- Approaches to Wittgenstein. Routledge, London 2002, ISBN 0-415-03261-X.

Herausgeberschaft
- Gottlob Frege: Collected Papers on Mathematics, Logic and Philosophy. Blackwell, Oxford 1984, ISBN 0-631-12728-3.
- Hans Hahn: Empiricism, Logic and Mathematics. Philosophical Papers. ISBN 90-277-1065-1.
- Felix Kaufmann: The Infinite in Mathematics. Logico-Mathematical Writings. Kluwer, Dordrecht 1978, ISBN 90-277-0848-7.
- Ernst Mach: Principles of the theory of heat. Historically and critically elucidated. Reidel, Dordrecht u. a. 1986, ISBN 90-277-2206-4.
- Karl Menger: Reminiscences of the Vienna Circle and the Mathematical Colloquium. Kluwer, Dordrecht 1994, ISBN 0-7923-2711-X.
- Friedrich Waismann, Josef Schächter, Moritz Schlick: Ethics and the will. Essays. Hrsg. von Brian McGuinness und Joachim Schulte. Kluwer, Dordrecht u. a. 1994, ISBN 0-7923-2674-1.
- Friedrich Waismann: Causality and logical positivism. Springer, New York 2011.
- Friedrich Waismann: Wittgenstein and the Vienna Circle. Conversations recorded by Friedrich Waismann. Blackwell, Oxford 1979 (deutsch: Wittgenstein und der Wiener Kreis. Aus dem Nachlaß. Suhrkamp, Frankfurt am Main 1967)
- Ludwig Wittgenstein: Tractatus logico-philosophicus. Kritische Ausgabe von Brian McGuinness und Joachim Schulte. Frankfurt am Main 1989, ISBN 3-518-28959-4.
- Ludwig Wittgenstein: Tractatus Logico-Philosophicus. Routledge, New York 2001, ISBN 0-415-25408-6.
- Ludwig Wittgenstein: Wittgenstein in Cambridge. Letters and Documents 1911–1951. 4. Auflage. Blackwell, Malden 2008, ISBN 978-1-4051-4701-9. (früher unter dem Titel Cambridge Letters)
- Ludwig Wittgenstein, Rudolf Koder: Wittgenstein und die Musik. Ludwig Wittgenstein – Rudolf Koder. Briefwechsel. Hrsg. von Martin Alber in Zusammenarbeit mit Brian McGuinness und Monika Seekircher. Haymon, Innsbruck 2000, ISBN 3-85218-338-3.
- Language, Logic, and Formalization of Knowledge. Coimbra Lecture and Proceedings of a Symposium Held in Siena in September 1997. 1998, ISBN 88-87106-07-X.
- The philosophy of Michael Dummett. Papers presented at the First International Philosophy Conference of Mussomeli, Sicily, Sept. 1991. Kluwer, Dordrecht 1994, ISBN 0-7923-2804-3.
- Unified science. The Vienna monograph series, originally edited by Otto Neurath, now in an English edition. Reidel, Dordrecht 1987, ISBN 90-277-2484-9.